# Alan May
Alan Randolph May (* 14. Januar 1965 in Barrhead, Alberta) ist ein ehemaliger kanadischer Eishockeyspieler und -trainer, der im Verlauf seiner aktiven Karriere zwischen 1985 und 1999 unter anderem 433 Spiele für die Washington Capitals, Dallas Stars, Calgary Flames in der National Hockey League (NHL) auf der Position des linken Flügelstürmers bestritten hat. Seinen größten Karriereerfolg feierte May, der den Spielertyp des Enforcers verkörperte jedoch im Trikot der Utah Grizzlies aus der International Hockey League mit dem Gewinn des Turner Cups im Jahr 1996.

## Karriere
May begann seine Juniorenkarriere im Sommer 1982 bei den Estevan Bruins in der Saskatchewan Junior Hockey League (SJHL) und war dort drei Spielzeiten lang aktiv. Nachdem er bereits während dieser Zeit eine Partie für die Brandon Wheat Kings in der Western Hockey League (WHL) bestritten hatte, lief er zu Beginn der Saison 1985/86 für deren Ligakonkurrenten Medicine Hat Tigers in der WHL auf, wechselte aber alsbald innerhalb der Liga zu den New Westminster Bruins.
Ungedraftet wechselte der Stürmer im Sommer 1986 in den Profibereich, wo er in der Spielzeit 1986/87 hauptsächlich für die Carolina Thunderbirds aus der Atlantic Coast Hockey League (ACHL) aktiv war. Dort überzeugte er derart, dass er im Oktober 1987 als sogenannter Free Agent einen Vertrag bei den Boston Bruins aus der National Hockey League (NHL) erhielt. Im Saisonverlauf absolvierte er jedoch lediglich drei Spiele und verbrachte die Saison hauptsächlich bei den Maine Mariners, Bostons Farmteam aus der American Hockey League (AHL), ehe er im März 1988 im Tausch für Moe Lemay zu den Edmonton Oilers transferiert wurde. Dort beendete er die Spielzeit bei deren Kooperationspartner, den Nova Scotia Oilers. Auch in der folgenden Saison machte er nur drei Spiele in der NHL bei den Edmonton Oilers und spielte wieder die meiste Zeit in der AHL für Edmonton neues Farmteam Cape Breton Oilers. Im März 1989 erfolgte ein erneuter Transfer, als er gemeinsam mit Jim Wiemer im Tausch für Brian Wilks und John English zu den Washington Capitals geschickt wurde.
Nachdem er die Saison bei den New Haven Nighthawks in der AHL beendet hatte, gelang es dem Enforcer zur Saison 1989/90 den Durchbruch in der NHL zu schaffen. May war für die folgenden fünf Spielzeiten Stammspieler des Hauptstadtklubs, bis er im März 1994 gemeinsam mit einem Siebtrunden-Wahlrecht im NHL Entry Draft 1995 zu den Dallas Stars transferiert wurde. Die Texaner schickten dafür Jim Johnson nach Washington. Es folgte im April 1995 ein weiterer Wechsel im Tausch für ein Achtrunden-Wahlrecht im NHL Entry Draft 1995 zu den Calgary Flames. Nach seinem Engagement in Calgary fand der Kanadier keinen neuen Arbeitgeber in der NHL und er spielte fortan nur noch in den Minor Leagues. Zwischen 1995 und 1997 lief May in der International Hockey League (IHL) für die Orlando Solar Bears, Detroit Vipers, Utah Grizzlies und Houston Aeros, wo er im Jahr 1996 mit den Utah Grizzlies den Turner Cup gewann.
Zur Saison 1997/98 wechselte May für ein Jahr auf die Trainerbank der Fayetteville Force aus der Central Hockey League (CHL), kehrte aber nur ein Jahr später wieder auf das Eis zurück und verbrachte die Spielzeit 1998/99 bei den Abilene Aviators in der Western Professional Hockey League (WPHL). Im Anschluss beendete May seine aktive Karriere im Alter von 34 Jahren endgültig. Die zwei Jahre zuvor angefangene Trainerkarriere, setzte er aber umgehend fort und wurde für ein Jahr Cheftrainer des Ligakonkurrenten Lubbock Cotton Kings. Nach einer längeren Pause fungierte May in der Saison 2008/09 als Assistenztrainer bei den Norfolk Admirals aus der AHL unter Cheftrainer Darren Rumble.

## Erfolge und Auszeichnungen
- 1985 Credential-Cup-Gewinn mit den Estevan Bruins
- 1996 Turner-Cup-Gewinn mit den Utah Grizzlies

## Karrierestatistik
(Legende zur Spielerstatistik: Sp oder GP = absolvierte Spiele; T oder G = erzielte Tore; V oder A = erzielte Assists; Pkt oder Pts = erzielte Scorerpunkte; SM oder PIM = erhaltene Strafminuten; +/− = Plus/Minus-Bilanz; PP = erzielte Überzahltore; SH = erzielte Unterzahltore; GW = erzielte Siegtore; 1 Play-downs/Relegation; Kursiv: Statistik nicht vollständig)